# Acrochaeta fasciata
Acrochaeta fasciata är en tvåvingeart som beskrevs av Christian Rudolph Wilhelm Wiedemann 1830. Acrochaeta fasciata ingår i släktet Acrochaeta och familjen vapenflugor. Inga underarter finns listade i Catalogue of Life.